# Meet the Beatles!
Meet the Beatles! es el segundo álbum de estudio de la banda de rock The Beatles, publicado en Estados Unidos el 20 de enero de 1964 por Capital Records. Fue el primer álbum editado en los Estados Unidos, antes de que la banda viajaran por primera vez a Norteamérica. 
La portada del disco ofrecía la misma foto en blanco y negro de Robert Freeman que la que mostraba el segundo álbum oficial del grupo editado en el Reino Unido, titulado With the Beatles. Su contraportada presentaba una descripción general de los Beatles y la locura que representaba entre sus fanes la mera presencia de ellos en los diferentes sitios donde actuaban. 
En 2003, el álbum fue clasificado en el número 59 por la revista Rolling Stone en su lista de los 500 mejores álbumes de todos los tiempos.

## Contenido
El disco se abría con el sencillo estadounidense editado en diciembre de 1963 "I Want to Hold Your Hand"/"I Saw Her Standing There". Le seguía el lado B original británico de este sencillo, "This Boy". El álbum contenía la mayoría de las canciones de With the Beatles, aunque cinco temas de este disco ("You Really Got a Hold on Me", "Devil in Her Heart", "Money (That's What I Want)", "Please Mister Postman" y "Roll Over Beethoven") se dejaron para el siguiente álbum de Capitol, The Beatles' Second Album.
El tema "I Want to Hold Your Hand" fue lanzado originalmente en el Reino Unido como el quinto sencillo que los Beatles editaban en su país, en el cual se encontraba también en su cara B la canción "This Boy". "I Saw Her Standing There" formaba parte del primer álbum oficial del grupo editado en su país, Please Please Me.

## Lista de canciones
Todas las canciones escritas y compuestas por John Lennon-Paul McCartney, excepto donde está indicado. 
| Cara 1 |                            |                     |          |  |
| N.º    | Título                     | Vocalista principal | Duración |  |
| 1.     | «I Want to Hold Your Hand» | Lennon y McCartney  | 2:24     |  |
| 2.     | «I Saw Her Standing There» | McCartney           | 2:50     |  |
| 3.     | «This Boy»                 | Lennon              | 2:11     |  |
| 4.     | «It Won't Be Long»         | Lennon              | 2:11     |  |
| 5.     | «All I've Got to Do»       | Lennon              | 2:05     |  |
| 6.     | «All My Loving»            | McCartney           | 2:04     |  |
| 13:45  |                            |                     |          |  |

| Cara 2 |                                         |                     |          |  |
| N.º    | Título                                  | Vocalista principal | Duración |  |
| 1.     | «Don't Bother Me» (George Harrison)     | Harrison            | 2:28     |  |
| 2.     | «Little Child»                          | Lennon y McCartney  | 1:46     |  |
| 3.     | «Till There Was You» (Meredith Willson) | McCartney           | 2:12     |  |
| 4.     | «Hold Me Tight»                         | McCartney           | 2:30     |  |
| 5.     | «I Wanna Be Your Man»                   | Starr               | 1:59     |  |
| 6.     | «Not a Second Time»                     | Lennon              | 2:03     |  |
| 12:58  |                                         |                     |          |  |

## Personal
The Beatles
- John Lennon — vocalista, guitarra rítmica, armónica, órgano Hammond
- Paul McCartney — vocalista, bajo
- George Harrison — vocalista, guitarra solista
- Ringo Starr — batería, vocalista, maracas, bongós

Músicos adicionales
- George Martin — órgano Hammond en «I Wanna Be Your Man» y piano en «Not a Second Time»

Producción
- George Martin — productor
- Norman Smith — ingeniero

Otros
- Robert Freeman — foto de la portada

## Posición en las listas de éxitos
| País           | Lista (1964) | Posición más alta |
| -------------- | ------------ | ----------------- |
| Estados Unidos | Billboard    | N.º 1             |
| Estados Unidos | Record World | N.º 1             |
| Estados Unidos | Cash Box     | N.º 1             |